# ワケネギ
ワケネギ（わけねぎ、分けねぎ、分け葱）とは、株分れ（分けつ）が多いねぎ（葉ねぎ）の一種である。
関東地方の南東部における生産が多い
。埼玉県さいたま市岩槻区、越谷市、千葉県流山市、松戸市、東京都葛飾区、足立区、府中市など。栽培の最盛期は、昭和40年代であった。
いわき市周辺では「もてねぎ」が生産されている。この「もて」は、分けつすることを意味する「もてる」「もでる」が由来とされる。千葉県の「あじさいねぎ」は品種改良したブランド。2017年には、「東京小町」（東京都農林総合研究センター育成）という品種が農林水産省に品種登録された。
生育の適温は10-25度で、千住葱などの根深ネギに比べ耐寒性、耐暑性はやや劣る。ワケネギも酸性土壌を嫌うため、土壌のph値を6-6.5に調整する必要がある。
草丈が50センチメートルほどに生長したら、株を丸ごと掘り上げて収穫する。緑葉部分を主に利用し、葉は柔らかい。葉の辛みは少なく香りが良いため、みそ汁、薬味、ぬた、炒め物など用途は広い。ただし、過度の加熱は風味や食感を損なう原因となるので軽く加熱する程度でよい。
夏季に休眠をしないため、分けつねぎの変種と推定されている。ワケギ（分葱）とは姿が似ているが、別物である。ただし、日本の青果市場では関西では「わけぎ」はワケギのみを指すが、関東では「わけねぎ」も含めて「わけぎ」と分類している。そのため東京都中央卸売市場などのわけぎの月別県別入荷実績の統計にはその旨が記載されている。